# Donnie Van Zant
Donald Newton Van Zant, detto Donnie (Jacksonville, 11 giugno 1952), è un cantante e chitarrista statunitense.

## Biografia
È conosciuto soprattutto come cantante e chitarrista del gruppo southern rock 38 Special, di cui ha fatto parte dal 1974 al 2013.
Nato in Florida, è fratello di Ronnie Van Zant, membro dei Lynyrd Skynyrd deceduto durante un incidente aereo nel 1977, e di Johnny Van Zant, attuale membro dei Lynyrd Skynyrd.
I due fratelli Donnie e Johnny hanno suonato insieme in un gruppo chiamato Van Zant per diversi periodi, pubblicando anche alcuni album, tra cui Get Right with the Man (2005).